# Велика діра

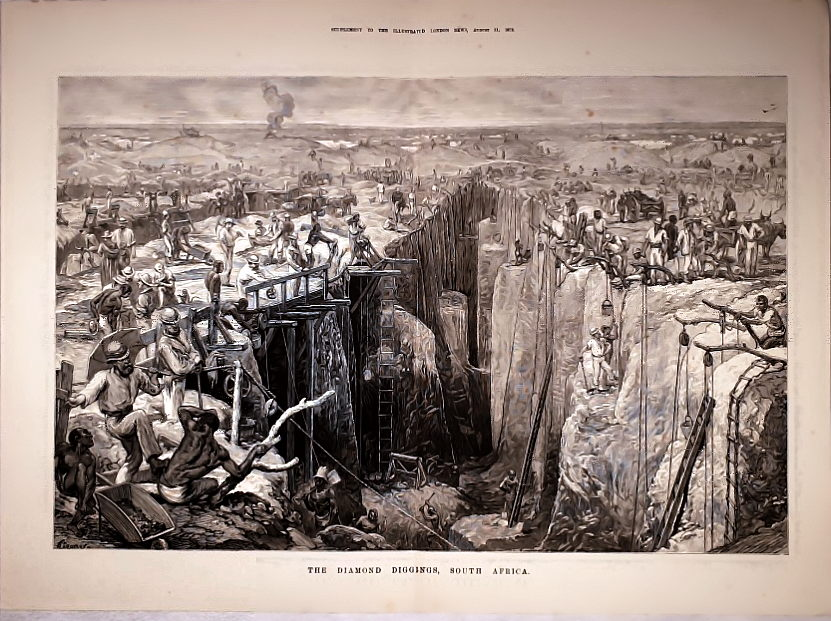
Фелікс Реґаме. Видобуток алмазів в копальні «Велика діра». 1872

Велика діра (англ. Big Hole, афр. Die Groot Gat) — величезна закрита алмазна копальня в південно-західній частині міста Кімберлі, Північнокапська провінція (ПАР). Вважається, що це найбільший кар'єр, розроблений людьми без застосування техніки. Є головною визначною пам'яткою міста Кімберлі.

## Історія

### Передумови відкриття
У 1867 році, 15-річний Еразм Джейкобс виявив цікавий камінь на берегах річки Оранжевої, неподалік міста Гоуптаун, що стало відкриттям першого діаманта в Південній Африці. Цей алмаз пізніше був проданий Шалку ван Нікерку, який не здогадувався, що це майбутній діамант вагою 21,25 карата. Легендарний камінь отримав назву «Еврика» і, хоча в наступні роки мав кілька власників, в підсумку його купила гірничодобувна компанія «De Beers» і передала в дар південноафриканській громаді. Полірована версія діаманта важить 10,73 карата і досі експонується в музеї гірничої справи в Кімберлі. За три роки по тому пастух племені Гриква у тому ж районі знайшов ще більший алмаз, і Шальк ван Нікерк придбав його в обмін на трохи худоби. Ван Нікерк продав цей камінь за 11 200 фунтів стерлінгів і він згодом був перепроданий у Лондоні за 25 000 фунтів стерлінгів. Цей діамант отримав назву «Зірка південної Африки». 
У 1871 році на схилах пагорбу, на якому раніше (приблизно 70–130 мільйонів років тому) містилось жерло вулкана, було виявлено алмаз вагою 83,5 карата. Новина про це відкриття швидко поширилася, тисячі людей з усього світу з'їжджалися сюди у пошуках швидкого багатства. Усього за місяць на пагорбі з'явилося близько 800 копалень. Саме тоді було засноване місто Кімберлі. Пізніше пагорб був видобутий настільки, що став на одному рівні з землею, перетворившись на величезну яму, яка отримала назву «Велика діра».

### Розроблення родовища
У період розроблення родовища (1871-1914) близько 50 тисяч гірників вирили кар'єр глибиною 240 м за допомогою кирок та лопат, видобувши при цьому 14504566 алмазів вагою 2722 кг (14,5 мільйонів каратів). У процесі розроблення з кар'єру було вилучено 22,5 млн тонн порід.
Саме тут були знайдені такі знамениті алмази, як «Де Бірс» (428,5 карата), синьо-білий «Портер-Родс» (150 карат), оранжево-жовтий Тіфані (128,5 карата). 
Власники родовища отримали величезні статки. Серед найбільш відомих багатіїв, які збагачувалися на алмазних копальнях Кімберлі, слід відзначити Сесіла Джона Роудса та Барні Барнато. В основному, розвиток потужної гірничодобувної компанії був досягненням цих двох магнатів. Барні Барнато об'єднав дрібні гірничодобувні компанії в «De Beers», тоді як Роудс заснував «The Kimberley». У 1888 році сталося об'єднання цих двох компаній у «De Beers Consolidated Mines».

### Після припинення розроблення
14 серпня 1914 року, у зв'язку з вичерпанням ресурсів родовища, роботи у копальні припинилися. Відтоді зсуви ґрунту зменшили глибину отвору з 240 м приблизно до 215 м. Зараз Площа «Великої дірки» складає 17 гектарів. Її периметр становить 1,6 км, а ширина — 463 метра.. Під водою перебуває приблизно 40 м, що свідчить про те, що над поверхнею води видно лише близько 175 м. Територія «Великої діри» продовжує належати компанії «De Beers». Для туристів на периметрі отвору встановлений оглядовий майданчик. Ця розкопка вважалася найбільшим розкопуванням вручну на планеті. Однак у 2005 році було повідомлено, що дослідник повторно вивчив записи копалень і виявив, що викопані вручну частини алмазних копалень Ягерсфонтейн і Бултфонтейн, також у Південній Африці, могли бути глибшими та/або більшими за обсягом. Є й інші, більші копальні, але вони були створені за допомогою землерийних машин, а не ручної праці.

## Антропогеннатаприродно-техногеннабезпека кар'єру
«Велика діра» завжди мала природні передумови для обвалення. На початку листопада 2023 року зі східного боку «Великої діри» були зафіксовані тріщини, викликані ерозією та зсувом ґрунту, які становили реальну загрозу  обвалу котловану. У 2024 році, з метою забезпечення громадської безпеки, кар'єр огородили парканом, а прилегла до кар'єру ділянка дороги Бултфонтейн у Кімберлі, через створювану транспортними засобами вібрацію яка може призвести до обвалу, була закрита для руху, . За повідомленням кімберлійського оn-line видання «DFA» від 4 липня 2025 року закриття дороги призвело до призупинення діяльності більшості підприємств в околицях «Великої діри», а прилегла територія стає криміногенною і перетворюється на місто-привид та смітник. Щоб зменшити геотехнічні ризики, станом на липень 2025 року компанія «De Beers» зводить бетонну стіну для зміцнення східного краю «Великої діри» та впроваджує інженерні рішення для відведення дощових вод. Також існують плани щодо прокладення нового транспортного маршруту після виведення дороги Бултфонтейн з експлуатації.

## Музей копальні
Після припинення видобутку в 1914 році кар’єр став привабливим для відвідувачів міста. Ближче до 1960-х років зібрання реліквій Кімберлі, включно зі старими будівлями та різними пам’ятними речами, почало організовуватися у офіційний музей і туристичну пам’ятку. У 1965 році Безіл Хамфріс був призначений консультантом музею, і музей суттєво модернізували як репрезентацію раннього Кімберлі під відкритим небом. Ці оновлення включали вуличні пейзажі, діорами та виставки гірничих технологій і транспорту. Офіційне відкриття відбулося під час святкування сторіччя Кімберлі в 1971 році. Однією з визначних пам'яток був Diamond Hall. Музей копальні зазнавав подальших модернізацій. Між 2002 і 2005 роками компанія De Beers інвестувала 50 мільйонів рандів у розвиток Big Hole як туристичного об’єкту, ґрунтуючись на ідеї створення «довготривалої спадщини для людей Кімберлі».